# 庞吉利
庞吉利（法語：Penguily，法語發音：[pɛ̃gili]）是法国阿摩尔滨海省的一个市镇，位于该省东部，属于圣布里厄区。

## 地理
庞吉利（48°22'20"N, 2°29'42"W）面积10.49 平方千米，位于法国布列塔尼大區阿摩尔滨海省，该省份为法国西北部沿海省份，位于布列塔尼半岛北部，北濒大西洋英吉利海峡，西接菲尼斯泰尔省，南至莫尔比昂省，东临伊勒-维莱讷省。
与庞吉利接壤的市镇（或旧市镇、城区）包括：拉马卢尔、普莱内瑞贡、圣格朗、圣特里莫埃勒、勒默内、朗巴勒阿摩尔。
庞吉利的时区为UTC+01:00、UTC+02:00（夏令时）。

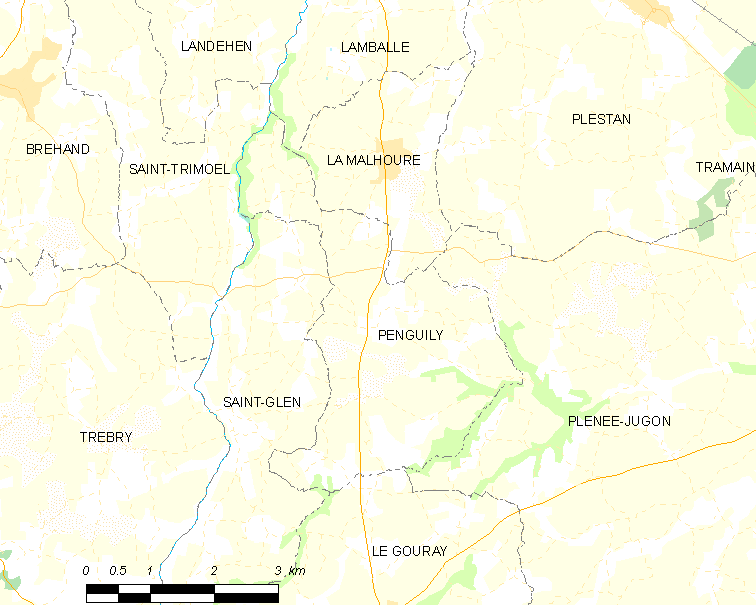
庞吉利的OSM定位图

## 行政
庞吉利的邮政编码为22510，INSEE市镇编码为22165。

## 政治
庞吉利所属的省级选区为普莱内瑞贡县。

## 交通
阿摩尔滨海省省道D14线、D25线和D44线在庞吉利境内交汇。

## 人口

1962-2008年间庞吉利人口变化图示

庞吉利于2022年1月1日时的人口数量为608人。